# Ryssjön, Blekinge
Ryssjön är en sjö i Ronneby kommun i Blekinge och ingår i Bräkneån-Mieåns kustområde. Sjön är 2,5 meter djup, har en yta på 0,0933 kvadratkilometer och befinner sig 4,1 meter över havet.

## Delavrinningsområde
Ryssjön ingår i det delavrinningsområde (622623-145609) som SMHI kallar för Rinner mot Östre fjorden. Medelhöjden är 13 meter över havet och ytan är 5,84 kvadratkilometer. Det finns inga avrinningsområden uppströms utan avrinningsområdet är högsta punkten. Avrinningsområdets utflöde mynnar i havet, utan att ha någon enskild mynningsplats. Avrinningsområdet består mestadels av skog (59 %) och jordbruk (30 %). Avrinningsområdet har 0,09 kvadratkilometer vattenytor vilket ger det en sjöprocent på 1,6 %.